# Hugh Blaker
Hugh Oswald Blaker, né le 13 décembre 1873 à Worthing et mort le 8 septembre 1936 à Isleworth dans le Middlesex, est un peintre, collectionneur, conservateur de musée et marchand d'art anglais.

## Biographie
Hugh Blaker naît à Worthing dans le Sussex de Robert Charles Blaker, maître d'œuvre, et de son épouse Jane Rosalie, née Sanders, tous les deux originaires de Worthing. Devenue veuve, Jane Blaker épouse le 27 août 1898 John Richard Eyre en l'église du Sacré-Cœur de Teddington. Il est éduqué à la Cranleigh School dans le Kent, puis suit les cours de la Teddington Art School de Londres et à l'Académie Julian de Paris avant d'étudier à l'École d'art d'Anvers.
Le recueil d'essais de Blaker sur les problèmes sociaux de l'époque, Points for Posterity (1910), dresse un portrait détaillé de son auteur : libre penseur, ouvert d'esprit, opiniâtre, cynique, réactionnaire, critique et socialiste. Le livre – qui, sous sa forme manuscrite, s'intitule Hints for Historians (Astuces pour les historiens) – commence ainsi : « Il n'y a pas de plus grande preuve de bêtise que d'être amoureux de sa génération. Les hommes forts sont plutôt amoureux de l'avenir et de ses multiples possibilités ».
Blaker est conservateur au Holburne Museum de Bath de 1905 à 1913, et il est surtout connu aujourd'hui comme celui qui a conseillé Gwendoline Davies et sa sœur Margaret Davies pour leurs collections respectives de tableaux, parmi les plus importantes du XXe siècle en Grande-Bretagne, et dont elles ont fait don après leur mort au musée national de Cardiff.
En plus de ses activités de marchand d'art et de conseiller des sœurs Davies, Hugh Blaker est lui-même un collectionneur avisé. Sa collection d'art est réunie dans sa maison de Church Street à Old Isleworth. Après sa mort en 1936, les exécuteurs testamentaires de Blaker, sa sœur Jane (Jenny Louisa Roberta Blaker, 1869-1947) et l'artiste Murray Urquhart, vendent plus de six cents œuvres de la collection aux enchères après deux expositions aux Leicester Galleries de Londres en 1937 et en 1948. Jane Blaker a été engagée en 1895 comme gouvernante des deux sœurs Davies, orphelines de mère, et leur est demeurée sa vie durant très liée, d'abord à Plas Dinam, puis au manoir de Gregynog (près de Newton dans le Montgomeryshire) que les sœurs Davies ont acheté en 1920. Lorsque Hugh Blaker meurt en 1936, Jane Blaker présente en sa mémoire des tableaux de premier rang de sa collection; ce sont notamment Le petit Paysan de Modigliani (1919), montré à la Tate Gallery et The Ugly Duchess (La Duchesse laide ou Vieille femme grotesque) de Quentin Massys (vers 1513) à la National Gallery de Londres.
À partir de 1924, Blaker assure l'éducation de William Hartnell qui est alors un adolescent de seize ans. Blaker avait découvert ce garçon boxant près de King's Cross. C'était un enfant illégitime issu des bas-fonds de Londres. Blaker lui donne un toit et l'envoie étudier à l'académie théâtrale Italia Conti. Hartnell a fait plus tard de nombreuses apparitions à la télévision et a joué dans soixante-quinze films britanniques et l'on se souvient surtout de lui comme le premier Doctor Who de la BBC (1963-1966). Lorsque Hartnell s'est marié, le jeune ménage a continué de demeurer dans une des maisons de Blaker, adjacente à sa demeure d'Isleworth; leur fille aînée, Heather, y est née en 1929.

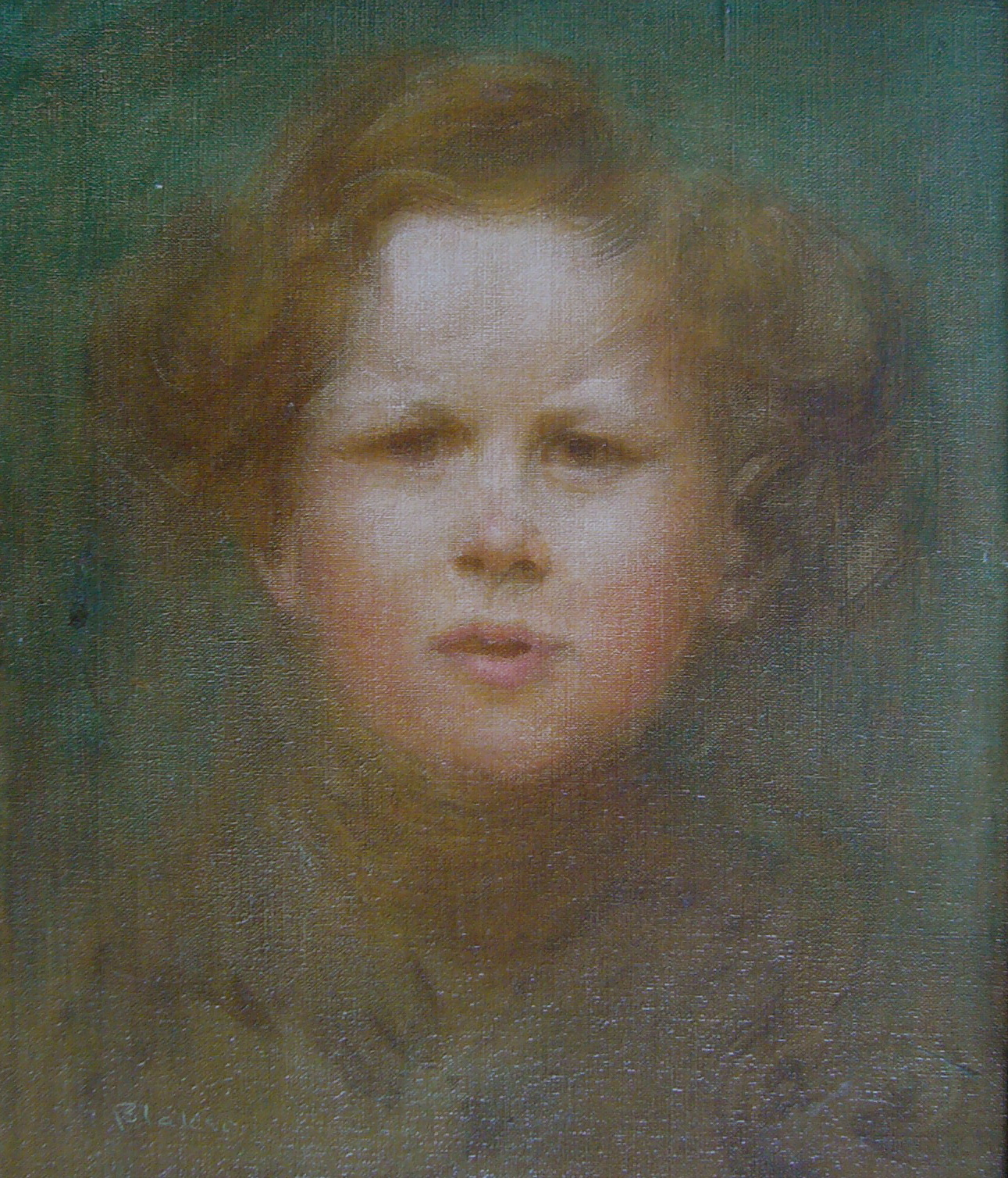
Hugh Blaker: Jack, huile sur panneau, 1911. (collection privée, Royaume-Uni).

Dans ses dernières années, Blaker a émis le regret de ne pas avoir été doté d'une vision résolue lui ayant permis de réussir en tant qu'artiste. Il écrit dans son journal intime le 25 février 1932: « La cause de mon échec à « être bon » dans une seule branche de la connaissance est que je me suis intéressé à trop de choses. Si j'avais été isolé dans ma jeunesse à une époque où il y avait une demande d'expression artistique, j'aurais été un artiste de renom. J'ai été rejeté dans une génération qui ne se souciait pas du tout de l'art – à part de l'art populaire. Je suis simplement advenu. J'étais en fait un vieux maître, né des siècles trop tard. Aucun enfant n'a jamais eu un meilleur bagage. Aucun enfant n'a jamais été confronté à une plus grande frustration. Il y a des siècles, j'aurais été apprenti chez un peintre – comme un garçon bien formé à réussir dans un métier prospère. Au lieu de cela, à cette période de mon développement, j'étais devenu une véritable malédiction pour des enseignants imbéciles de ma Public School Cranleigh. J'étais un merveilleux gamin: droit, fort et doué pour les jeux. J'en ai tiré quelque chose. Dans la salle de gymnastique, je me suis construit un corps aussi fort et droit que celui de n'importe quel brave garçon des années 1880. »

## Hugh Blaker et laJoconde d'Isleworth
Peu avant la Première Guerre mondiale, Hugh Blaker découvre un tableau de La Joconde chez un aristocrate du Somerset en possession de sa famille depuis près d'un siècle. Cette découverte laisse à penser que Léonard de Vinci aurait peint deux portraits de Lisa del Giocondo : le premier étant le fameux portrait du musée du Louvre, et l'autre, celui découvert par Blaker, qui l'achète et le met dans son atelier d'Isleworth, à Londres, d'où son nom. D'après l'Encyclopedia Americana et The New York Times, la Mona Lisa d'Isleworth aurait été attribuée à Léonard de Vinci, et serait un portrait inachevé dont Raphaël se serait inspiré pour son esquisse qui se trouve aujourd'hui au Louvre. L'historien d'art Paul George Konody déclare à propos de ce tableau qu'« il n'est pas une copie et diffère en certains points de la Joconde du Louvre ».

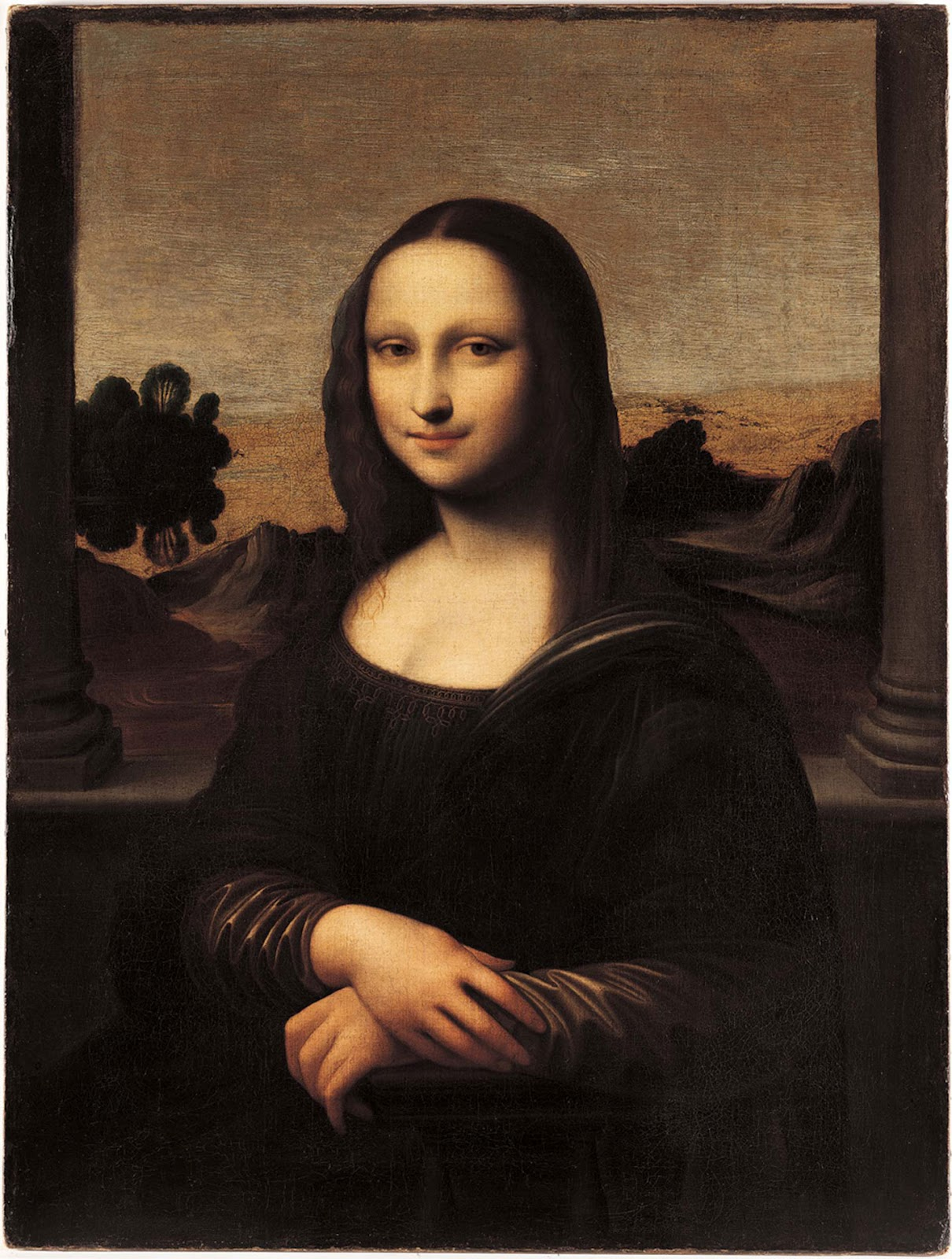
La Mona Lisa d'Isleworth.